# Henry Scrope (3e baron Scrope de Masham)
Henry Scrope, 3e baron Scrope de Masham (1370 - 5 août 1415) est un noble anglais. Favori du roi Henri V, il est exécuté pour sa participation au complot de Southampton.

## Biographie
Il est le fils aîné de Stephen Scrope et Margery Welles.
En 1390, Scrope part combattre avec John Beaufort à Mahdia le calife Abû al-`Abbâs Ahmad al-Mustansir. Il reçoit une rente du roi Richard II, qui est confirmée en 1399 par Henri IV lorsqu'il accède au trône.
Scrope combat pour le roi lors de la bataille de Shrewsbury en 1403. En 1405, son oncle, l'archevêque d'York Richard le Scrope est exécuté pour sa participation à une révolte contre le roi mais Henry Scrope n'est pas inquiété. Le 25 janvier 1406, il hérite à la mort de son père de ses titres.
En 1409, Scrope accompagne l'évêque de Winchester Henri Beaufort en mission diplomatique à Paris. Il est remarqué à cette occasion par le prince de Galles et héritier du trône Henri de Monmouth, avec lequel il se lie. Grâce à cette relation, Scrope est nommé Lord grand trésorier en 1410 et est créé chevalier de l'ordre de la Jarretière. Scrope garde la faveur de Monmouth lorsqu'il accède au trône sous le nom d'Henri V en 1413. L'année suivante, il accompagne l'archevêque de Cantorbéry Henry Chichele en mission diplomatique en Bourgogne.

### Le complot de Southampton
Scrope est un des participants du complot de Southampton, mené par Richard de Conisburgh, contre le roi Henri V d'Angleterre dans le but de le remplacer par Edmund Mortimer, 5e comte de March. Mortimer informa Henri V du complot le 31 juillet 1415, affirmant qu'il venait juste d'en prendre connaissance. Scrope et ses complices furent immédiatement arrêtés.
Le procès se tint à Southampton, là où se trouve actuellement le pub Red Lion. Les conjurés furent accusés de conspiration et de tentative de meurtre contre Henri à Southampton avant son embarquement pour la France. Scrope fut décapité le 5 août.
L'implication de Scrope a surpris les sources contemporaines et suscite encore l'interrogation des historiens. L'historien anglais Ian Mortimer affirme que Scrope s'était impliqué dans la conspiration afin de connaître les intentions des conjurés et ensuite la révéler au roi, comme Édouard d'York, le frère de Cambridge, l'avait fait lors du soulèvement de l'Épiphanie contre Henri IV en 1400, mais qu'il avait été devancé par Edmond Mortimer. Pugh prouve cependant que Scrope n'avait jamais avoué cette intention lors de son procès. Pugh déclare également « qu'il n'y avait pas de complot en 1415 destiné à assassiner Henri V et ses trois frères et que l'accusation de trahison avait été fabriquée afin que Cambridge, Grey et Scrope n'échappent pas à la peine de mort pour les offenses qu'ils avaient indiscutablement commises. »

## Mariages
Scrope épouse avant le 5 février 1398 Philippe Bryan, fille et héritière de Guy de Bryan. Il devient veut le 19 novembre 1406.
Il épouse ensuite le 6 septembre 1410 Jeanne Holland, fille du comte de Kent Thomas Holland et veuve du duc d'York.
N'ayant eu aucun descendant, c'est son frère John Scrope qui hérite de ses titres.